# Donald Audette
Donald Audette, född 23 september 1969 i Laval, Québec, är en kanadensisk före detta professionell ishockeyspelare och före detta scout för Montréal Canadiens. Han spelade i totalt femton säsonger i NHL, bland annat för Buffalo Sabres, Atlanta Thrashers, och Montréal Canadiens. Han är idag ledare för hockeyverksamheten för Collège Esther-Blondin Phénix i Québec.
Audettes son, Daniel Audette, spelar också ishockey på professionell nivå, för närvarande i Örebro Hockey i svenska SHL.

## Spelarkarriär

### NHL
Donald Audette draftades av Buffalo Sabres i nionderundan, som 183:e spelare totalt, i 1989 års draft. Säsongen 1997/98 ledde Audette Buffalos interna skytteliga med 24 mål på 75 spelade matcher. I november 1998 bad Audette om att bli trejdad då han och Buffalo inte kommit överens om kontraktslängden på hans nästa kontrakt.
I december 1998 trejdades Audette till Los Angeles Kings i utbyte mot ett draftval i 1999 års andrarunda, vilket Buffalo använde för att välja Milan Bartovič. Audette skrev på ett tvåårigt kontrakt värt 3,6 miljoner dollar.
Den 13 mars 2000 trejdades Audette, tillsammans med František Kaberle, till Atlanta Thrashers, i utbyte mot Kelly Buchberger och Nelson Emerson. Säsongen 2000/01 var Audettes mest produktiva då han gjorde 71 poäng på 64 spelade matcher med Atlanta, innan han i mars 2001 trejdades tillbaka till Buffalo, laget som draftade honom. Atlanta fick i utbyte Kamil Piroš och ett draftval i 2001 års fjärderunda, med vilket de valde Igor Valeyev.
Audette spelade sammanlagt 25 matcher för Buffalo i sin återkomst, inräknat både spel under säsong och i slutspelet, innan han i juli 2001 skrev på ett fyraårigt kontrakt med Dallas Stars, värt 12 miljoner dollar. Efter 20 spelade matcher för Dallas trejdades Audette igen, denna gången till Montréal Canadiens. I utbyte mot Audette och Shaun Van Allen fick Dallas Benoît Brunet och Martin Ručinský. 2001/02-säsongen med Montréal kom dock att bli kort för Audette som den 1 december 2001, under en match mot New York Rangers fick Radek Dvořáks skridsko mot armen, vilket resulterade i en potentiellt livshotande skada då ett flertal senor skars av. Tack vare en operation kunde Audette återkomma för spel under slutspelet samma år.
Under följande säsong, 2002/03, såg Audette spel i både NHL och AHL, då i Montréals farmarlag Hamilton Bulldogs. Säsongen 2003/04 valde Montréal att köpa ut Audettes kontrakt, och han skrev på ett nytt kontrakt med Florida Panthers i januari 2004 för resterande del av säsongen. Efter att ha sparkat en av New York Rangers backar, Sven Butenschon, stängdes Audette av i två matcher och blev även tilldelad en bot på 3 750 dollar. Han valde att avsluta karriären som professionell spelare 2004.

## Statistik
| 1985–86    | Régents de Laval-Laurentides-Lanaudière | LDHAAAQ    | 41  | 32  | 38  | 70  | 51  | 8  | 5  | 9  | 14 | 10 |
| 1986–87    | Titan de Laval                          | LHJMQ      | 66  | 17  | 22  | 39  | 36  | 14 | 2  | 6  | 8  | 10 |
| 1987–88    | Titan de Laval                          | LHJMQ      | 63  | 48  | 61  | 109 | 56  | 14 | 7  | 12 | 19 | 20 |
| 1988–89    | Titan de Laval                          | LHJMQ      | 70  | 76  | 85  | 161 | 123 | 17 | 17 | 12 | 29 | 43 |
| 1989–90    | Rochester Americans                     | AHL        | 70  | 42  | 46  | 88  | 78  | 15 | 9  | 8  | 17 | 29 |
| 1989–90    | Buffalo Sabres                          | NHL        | —   | —   | —   | —   | —   | 2  | 0  | 0  | 0  | 0  |
| 1990–91    | Rochester Americans                     | AHL        | 5   | 4   | 0   | 4   | 2   | —  | —  | —  | —  | —  |
| 1990–91    | Buffalo Sabres                          | NHL        | 8   | 4   | 3   | 7   | 4   | —  | —  | —  | —  | —  |
| 1991–92    | Buffalo Sabres                          | NHL        | 63  | 31  | 17  | 48  | 75  | —  | —  | —  | —  | —  |
| 1992–93    | Rochester Americans                     | AHL        | 6   | 8   | 4   | 12  | 10  | —  | —  | —  | —  | —  |
| 1992–93    | Buffalo Sabres                          | NHL        | 44  | 12  | 7   | 19  | 51  | 8  | 2  | 2  | 4  | 6  |
| 1993–94    | Buffalo Sabres                          | NHL        | 77  | 29  | 30  | 59  | 41  | 7  | 0  | 1  | 1  | 6  |
| 1994–95    | Buffalo Sabres                          | NHL        | 46  | 24  | 13  | 37  | 27  | 5  | 1  | 1  | 2  | 4  |
| 1995–96    | Buffalo Sabres                          | NHL        | 23  | 12  | 13  | 25  | 18  | —  | —  | —  | —  | —  |
| 1996–97    | Buffalo Sabres                          | NHL        | 73  | 28  | 22  | 50  | 48  | 11 | 4  | 5  | 9  | 6  |
| 1997–98    | Buffalo Sabres                          | NHL        | 75  | 24  | 20  | 44  | 59  | 15 | 5  | 8  | 13 | 10 |
| 1998–99    | Los Angeles Kings                       | NHL        | 49  | 18  | 18  | 36  | 51  | —  | —  | —  | —  | —  |
| 1999–2000  | Los Angeles Kings                       | NHL        | 49  | 12  | 20  | 32  | 45  | —  | —  | —  | —  | —  |
| 1999–2000  | Atlanta Thrashers                       | NHL        | 14  | 7   | 4   | 11  | 12  | —  | —  | —  | —  | —  |
| 2000–01    | Atlanta Thrashers                       | NHL        | 64  | 32  | 39  | 71  | 64  | —  | —  | —  | —  | —  |
| 2000–01    | Buffalo Sabres                          | NHL        | 12  | 2   | 6   | 8   | 12  | 13 | 3  | 6  | 9  | 4  |
| 2001–02    | Dallas Stars                            | NHL        | 20  | 4   | 8   | 12  | 12  | —  | —  | —  | —  | —  |
| 2001–02    | Montreal Canadiens                      | NHL        | 13  | 1   | 5   | 6   | 8   | 12 | 6  | 4  | 10 | 10 |
| 2002–03    | Montreal Canadiens                      | NHL        | 54  | 11  | 12  | 23  | 19  | —  | —  | —  | —  | —  |
| 2002–03    | Hamilton Bulldogs                       | AHL        | 11  | 5   | 5   | 10  | 8   | —  | —  | —  | —  | —  |
| 2003–04    | Montreal Canadiens                      | NHL        | 23  | 3   | 5   | 8   | 16  | —  | —  | —  | —  | —  |
| 2003–04    | Florida Panthers                        | NHL        | 28  | 6   | 7   | 13  | 22  | —  | —  | —  | —  | —  |
| NHL totalt | NHL totalt                              | NHL totalt | 735 | 260 | 249 | 509 | 584 | 73 | 21 | 27 | 48 | 46 |